# Castello di Fontanedo
Il castello di Fontanedo, noto anche come Torre di Fontanedo, è un complesso fortificato risalente al XIV secolo situato nel Borgo di Fontanedo a Colico sul Lago di Como.

## Storia
Il Castello a Torre di Fontanedo fu edificato per volere di Bernabò Visconti, nel XIV secolo, a 500 metri d’altitudine, sulle pendici del Monte Legnone, come avvistamento per proteggere il territorio dalle incursioni, divenne parte del sistema difensivo del Forte di Fuentes